# Іштван Чок
Іштван Чок (угор. Csók István; 13 лютого 1865, с. Шарегреш, Австро-Угорщина (нині — в угорському медьє Феєр) — 1 лютого 1961, Будапешт) — угорський художник-імпресіоніст.

## Біографія
Народився в багатій родині. Початкову художню освіту в 1882 році отримав в училищі декоративно-прикладного мистецтва Будапешта під керівництвом Берталана Секея і Кароя Лотца. Продовжив навчання в приватній школі «Simon Hollósy» в Мюнхені. Потім, з 1888 по 1889 — в Парижі, в «Академії Жуліана».
В кінці XIX століття уряд замовив Іштвану Чоку велике історичне полотно (24 м²) із зображенням знаменитої угорської графині Єлизавети Баторій з Ечеда. Картина написана художником з глибоким внутрішнім драматизмом і натуралізмом, отримала міжнародне визнання, проте офіційними колами Угорщини була зустрінута прохолодно, оскільки в ній знаходили ознаки алегорії місцевої аристократії.
З 1903 року переїхав до Парижа, де проживав жив і плідно працював до 1910 року. У його роботах «Паризького періоду» відчутно помітний вплив французьких імпресіоністів.
Після 1910 року повернувся до Угорщини, в його картинах з'явилося більше сцен з повсякденного життя людей середнього класу. Його портрети, пейзажі та натюрморти стали нагадувати полотна Ренуара.
В кінці 1910-х років він познайомився з озером Балатон, угорським морем, яке стало його багаторічною любов'ю і основою натхнення художника протягом десятиліть.
З 1920 року професор Іштван Чок — президент «Szinyei суспільства», викладач Академії образотворчих мистецтв.
Іштван Чок з успіхом брав участь у виставках і показах. У 1890 році на Всесвітньому ярмарку в Парижі за дві написані ним картини Іштван Чок був удостоєний золотої медалі, потім отримав Гран-прі та золоту медаль на Паризькому салоні 1891 і в 1894 році — золоту медаль на виставці в Мюнхені. Обидві картини відразу були придбані музеями. Перша — Будапештським музеєм образотворчих мистецтв, а друга — Угорським Національним музеєм. Учасник міжнародних виставок в Римі, Сан-Франциско, Піттсбурзі і Лондоні.
Роботи Чока пофарбовані національним угорським колоритом. Широко відомий художник Угорщини, який прославився, в першу чергу, своїми портретами, натюрмортами, картинами в жанрі ню, пейзажами озера Балатон. У 1935 році «Ernst Múzeumban» — музей сучасного мистецтва в Будапешті організував виставку кращих робіт художника, виконаних їм за півстоліття.
Помер 1 лютого 1961 року і похований на кладовищі Керепеші в Будапешті.
Лауреат Національної премії Лайоша Кошута (1948, 1952).